# Droga wojewódzka 327
Die Droga wojewódzka 327 (DW 327) ist eine sieben Kilometer lange Droga wojewódzka (Woiwodschaftsstraße) in der polnischen Woiwodschaft Niederschlesien, die in Wrocław liegt und die Bahnhöfe Wrocław Różanka und Wrocław Osobowice verbindet. Die Strecke liegt in der kreisfreien Stadt Wrocław.

## Streckenverlauf
Woiwodschaft Niederschlesien, Kreisfreie Stadt Wrocław
-  Wrocław (Breslau) (A 4, A 8, S 5, S 8, DK 5, DK 35, DK 94, DK 98, DW 320, DW 322, DW 336, DW 337, DW 342, DW 347, DW 349, DW 356, DW 359, DW 362, DW 395, DW 452, DW 453, DW 455)